# Ti2
Ti2 – polskie oznaczenie parowozu towarowego pruskiej serii G 52 (późniejsze oznaczenie DRG BR 542-3 o nr. inwentarzowych 54 201 do 54 386).

## Historia
Parowozy pruskiej serii G 52 były produkowane przez liczne fabryki w Niemczech przed i w czasie I wojny światowej. Ogółem zbudowano 499 egzemplarzy dla kolei Prus i 215 dla kolei Alzacji-Lotaryngii. Ze względu na przestarzałą konstrukcję oraz niskie osiągi wycofano je z użytku w Niemczech do 1931.
W służbie PKP II Rzeczypospolitej znalazły się 74 parowozy Ti2. Około 40 sztuk zdobyły siły radzieckie w czasie kampanii wrześniowej. Zdobyte po czerwcu 1941 egzemplarze Ti2 Ludowego Komisariatu Transportu (NKPS) ZSRR Niemcy przemianowali na numery BR 54 701 do BR 54 723.